# Саталък Хаджи
Саталък Хаджи или Александровка, по-рядко Саталък Ходжа (на украински: Олександрівка) е село в Южна Украйна, Болградски район на Одеска област. Заема площ от 2,5 км2. Преобладаваща част от жителите са гагаузи.

## География
Селото се намира в историческата област Буджак (Южна Бесарабия). Разположено е на 8 километра източно от Городне и на 10 километра югозападно от Нова Иванивка.

## История
В околностите на Саталък Хаджи са открити останки от късната бронзова епоха, от края на второто хилядолетие пр.н.е., както и от първите векове на нашата ера.
Днешното село Саталък Хаджи е основано от преселници от българските земи на юг от Дунава преди или през 1819 година. В Указ на руския император Александър I от 29 декември 1819 година Сатылык Хаджи е посочено като селище в Измаилски окръг. Смята се, че самото име на селото е топоним, останал от ногайските пастири, окончателно изселени към 1807-1809 година.
В 1852 година Саталък Хаджи, което е част от Горнобуджакския окръг, наброява 642 жители. В началото на ХХ век Саталык-Ходжа има 382 двора и 2508 жители. Намира се в Аккерманския уезд.
През 1918-1940 и 1941-1944 година селото е в границите на Румъния. В междувоенния период в Саталък Хаджи функционира държавна болница. През 1930 година селото има 3213 жители, от които 3127 - гагаузи (97,32%).
Първите колхози в селото – „Нов път“ и „Победа“ са създадени през септември 1946 година.

## Население
Населението на селото възлиза на 2457 души(2001 г.). Гъстотата е 982,8 души/км2.

### Езици
Численост и дял на населението по роден език, според преброяването на населението през 2001 г.:
| Роден език | Численост | Дял (в %) |
| Общо       | 2457      | 100.00    |
| Гагаузки   | 2191      | 89.17     |
| Руски      | 105       | 4.27      |
| Български  | 84        | 3.41      |
| Украински  | 41        | 1.66      |
| Молдовски  | 24        | 0.97      |
| Цигански   | 8         | 0.32      |
| Други      | 4         | 0.16      |